# Giuseppe Fantacci
Giuseppe Fantacci, noto anche con lo pseudonimo di Beppe (Firenze, 1905 – Firenze, 1998), è stato un imprenditore e filantropo italiano naturalizzato statunitense.

## Biografia
Emigrato negli Stati Uniti nel 1927, il suo nome è legato alla creazione, a seguito dell'alluvione di Firenze del 4 novembre 1966, del Comitato Fondo internazionale per Firenze, il fondo Alfa per il microcredito.
Fantacci, allora presidente della Camera di commercio americana, ebbe l'intuizione di istituire un fondo per risollevare le piccole imprese dopo l’alluvione del 1966. Il Fondo ALFA – American Loans to Florentine Artisans – aveva il fine di fornire una nuova chance agli artigiani fiorentini dopo il disastro che colpì le attività commerciali del capoluogo toscano. Si trattava di un sistema di microcredito fondato su risorse offerte da grandi società americane che aiutò oltre 300 aziende.

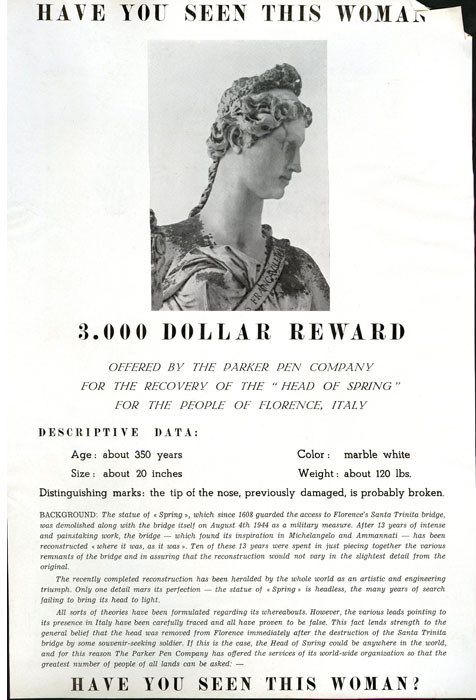
L'annuncio pubblicato sui quotidiani internazionali.

 Fantacci nel 1958 lanciò una campagna di «marketing» per restituire a Firenze la testa della Primavera, la statua decapitata dal saccheggio del Ponte Santa Trinita nel 1944. L’idea di Fantacci fu quella di coinvolgere l’azienda per cui lavorava - la Parker - a promuovere un'iniziativa sul quotidiano La Nazione per ritrovare la testa della statua e assegnare un premio in denaro. Con il titolo «Chi ha visto questa donna?», la notizia uscì sulla stampa di tutto il mondo.
Il documentario "Camminando sull'Acqua" (Italia, 2016) ripercorre la storia dell'alluvione del 1966 utilizzando riprese a colori inedite ed originali di Fantacci, evidenziandone il contributo essenziale nel processo di ripresa economica del tessuto produttivo fiorentino.